# یان خالوپکا
یان خالوپکا (انگلیسی: Ján Chalupka؛ ۲۸ اکتبر ۱۷۹۱ – ۱۵ ژوئیه ۱۸۷۱ (۷۹ سالگی)) نمایشنامه‌نویس اهل اتریش-مجارستان (اسلواکی کنونی) بود.